# FK Košice-Barca
FK Košice-Barca là một câu lạc bộ bóng đá Slovakia, đến từ Barca, một phần của thành phố Košice, Slovakia. Câu lạc bộ được thành lập năm 1926 và tan rã sau khi hợp nhất với FK Košice vào tháng 6 năm 2018.